# Чемпіонат України з хокею 2010—2011
Чемпіонат України з хокею із шайбою серед чоловіків сезону 2010-2011 років — розпочався поєдинками першого туру в Броварах та Донецьку 24 вересня 2010 року та завершився в першій декаді квітня 2011. У першості брали участь сім команд: київські «Сокіл», «Компаньйон» та ХК «Поділ», броварський Білий Барс, ХК «Харків», «Донбас» (Донецьк) та СДЮСШОР-Ворони з міста Суми.

## Регламент
Згідно з регламентом змагань 19-й чемпіонат України з хокею відбувався в два етапи. На першому з них команди зіграли 24 поєдинки, по 4 матчі з кожним з шести суперників. За результатами проведених зустрічей визначилися 6 учасників плей-оф. Команди, котрі посіли перші два місця в регулярній першості чемпіонату одразу потрапили в півфінал, тоді як решта чотири колективи починали боротьбу за нагороди зі стадії чвертьфіналу. Матчі в усіх серіях тривали до двох перемог.
Більшістю команд погоджено, що заявка на сезон одного клубу обмежується 33 гравцями. Підсилити свої склади команди могли в період двох трансферних вікон: в листопаді 2010 року, та в останній тиждень січня 2011 року.
Вже під час проведення чемпіонату, керівництво однієї з команд вирішило змінити назву клубу. Відтепер сумський колектив виступає під назвою БХК «Ворони».

## Перший етап

### Турнірна таблиця
| Команда                    | І  | В  | ВО | ПО | П  | ГЗ  | ГП  | Різниця | О  |
| -------------------------- | -- | -- | -- | -- | -- | --- | --- | ------- | -- |
| «Донбас» Донецьк           | 24 | 22 | 1  | 0  | 1  | 179 | 32  | +147    | 68 |
| «Сокіл» Київ               | 24 | 16 | 0  | 3  | 5  | 122 | 65  | +57     | 51 |
| «Компаньйон-Нафтогаз» Київ | 24 | 15 | 0  | 0  | 9  | 88  | 68  | +20     | 45 |
| ХК «Харків»                | 24 | 14 | 1  | 0  | 9  | 121 | 89  | +32     | 44 |
| «Білий Барс» Бровари       | 24 | 6  | 1  | 0  | 17 | 65  | 137 | −72     | 20 |
| «Поділ» Київ               | 24 | 6  | 0  | 0  | 18 | 61  | 72  | −11     | 18 |
| БХК «Ворони» Суми          | 24 | 2  | 0  | 0  | 22 | 33  | 206 | −173    | 6  |

### Бомбардири
| Гравець         | Команда   | І  | Г  | П  | О  | Ш  |
| --------------- | --------- | -- | -- | -- | -- | -- |
| Павло Борисенко | Донбас    | 21 | 19 | 25 | 44 | 8  |
| Сергій Бабинець | Донбас    | 23 | 20 | 20 | 40 | 30 |
| Ігор Шаманський | Донбас    | 22 | 13 | 24 | 37 | 28 |
| Дмитро Гнітько  | ХК Харків | 21 | 18 | 18 | 36 | 18 |
| Олексій Мадера  | Сокіл     | 19 | 20 | 15 | 35 | 30 |
| Дмитро Ісаєнко  | Донбас    | 23 | 12 | 19 | 31 | 12 |
| Антон Росляков  | Донбас    | 21 | 13 | 17 | 30 | 14 |
| Єгор Єгоров     | Сокіл     | 14 | 11 | 18 | 29 | 6  |

І = Ігри; Г = Голи; П = Результативні паси; О = Очки; Ш = штрафні хвилини
Джерело: fhu.com.ua/

## Другий етап
|  | Чвертьфінали | Чвертьфінали | Чвертьфінали |  |  | Півфінали | Півфінали  | Півфінали |  |  | Фінал               | Фінал               | Фінал               |
|  |              |              |              |  |  |           |            |           |  |  |                     |                     |                     |
|  |              |              |              |  |  | 1м        | Донбас     | 2         |  |  |                     |                     |                     |
|  | 3м           | Компаньйон   | 2            |  |  | 4м        | ХК Харків  | 0         |  |  |                     |                     |                     |
|  | 6м           | Ворони       | 0            |  |  |           |            |           |  |  | 1м                  | Донбас              | 2                   |
|  |              |              |              |  |  |           |            |           |  |  | 2м                  | Сокіл               | 0                   |
|  |              |              |              |  |  | 2м        | Сокіл      | 2         |  |  |                     |                     |                     |
|  | 4м           | ХК Харків    | 2            |  |  | 3м        | Компаньйон | 1         |  |  | Матч за третє місце | Матч за третє місце | Матч за третє місце |
|  | 5м           | Білий Барс   | 1            |  |  |           |            |           |  |  | 3м                  | Компаньйон          | 2                   |
|  |              |              |              |  |  |           |            |           |  |  | 4м                  | ХК Харків           | 1                   |

### Чвертьфінали
- Компаньйон-Нафтогаз (Київ) — БХК Ворони (Суми) — 2:0 (14:1; 6:1)
- ХК Харків — Білий Барс (Бровари) — 2:1 (3:1; 3:5; 7:1)

### Півфінали
| 22 березня 18:00 | ХК «Харків» | 1:8 (0:2, 1:4, 0:2) | «Донбас» | ТРЦ «Дафі», Харків Глядачів: 654 |

| Протокол             | Протокол                            | Протокол | Протокол     | Протокол          |
| -------------------- | ----------------------------------- | --- | ------------ | ----------------- |
|                      | Ткаченко (Скрипник, 30:16)          | Голкіпери | Горячевських | Арбітр: Кравченко |
| Мудрий (ВБ1) — 31:04 | 0:1 0:2 0:3 0:4 1:4 1:5 1:6 1:7 1:8 | 03:04 — Климович 10:52 — Благой 26:04 — Росляков 29:09 — Ісаєнко (ВБ1) 35:58 — Толкунов 37:32 — Бабинець 45:13 — Росляков (ВМ1) 50:29 — Росляков (ВМ1) |              | Арбітр: Кравченко |
| 12 хв.               | Вилучення                           | 28 хв. |              | Арбітр: Кравченко |
| 18                   | Кидки                               | 35 |              | Арбітр: Кравченко |

| 25 березня 19:30 | «Донбас» | 8:4 (2:3, 4:0, 2:1) | ХК «Харків» | ЛА Лідер, Донецьк Глядачів: 600 |

| Протокол | Протокол                                        | Протокол                                                                          | Протокол                   | Протокол             |
| --- | ----------------------------------------------- | --------------------------------------------------------------------------------- | -------------------------- | -------------------- |
| | Горячевських                                    | Голкіпери                                                                         | Скрипник (Ткаченко, 43:23) | Арбітр: Олег Лускань |
| Зеленко — 16:13 Борисенко (ВБ1) — 17:50 Бобкін (ВБ1) — 20:28 Ісаєнко — 26:15 Борисенко — 30:07 Пастух — 35:19 Смолін — 42:20 Шаманський — 43:22 | 0:1 0:2 0:3 1:3 2:3 3:3 4:3 5:3 6:3 7:3 8:3 8:4 | 05:03 — Большаков 09:23 — Крикуненко (ВБ1) 10:33 — Оганесян 50:51 — Гнітько (ВБ1) |                            | Арбітр: Олег Лускань |
| 14 хв. | Вилучення                                       | 18 хв.                                                                            |                            | Арбітр: Олег Лускань |
| |                                                 |                                                                                   |                            | Арбітр: Олег Лускань |

| 23 березня 13:00 | «Компаньйон-Нафтогаз» | 5:4 ПБ (0:2, 3:1, 1:1, 0:0, 2:0) | «Сокіл» | СК «АТЕК», Київ Глядачів: 300 |

| Протокол                                                                               | Протокол                            | Протокол                                                                       | Протокол | Протокол            |
| -------------------------------------------------------------------------------------- | ----------------------------------- | ------------------------------------------------------------------------------ | -------- | ------------------- |
|                                                                                        | Напненко                            | Голкіпери                                                                      | Федоров  | Арбітр: Максим Урда |
| Хміль (ШК) — 22:27 Алексюк — 22:34 Сидоров — 27:25 Ніколаєв — 59:45 Хміль (ПБ) — 70:00 | 0:1 0:2 1:2 2:2 3:2 3:3 3:4 4:4 5:4 | 01:18 — Сальников 09:21 — Климентьєв 28:41 — Климентьєв (ВБ1) 57:55 — Бондарєв |          | Арбітр: Максим Урда |
| 36 хв.                                                                                 | Вилучення                           | 30 хв.                                                                         |          | Арбітр: Максим Урда |
|                                                                                        |                                     |                                                                                |          | Арбітр: Максим Урда |

| 25 березня 18:00 | «Сокіл» | 4:0 (0:0, 2:0, 2:0) | «Компаньйон-Нафтогаз» | ЛСК «Авангард», Київ Глядачів: 700 |

| Протокол                                                                             | Протокол        | Протокол  | Протокол | Протокол            |
| ------------------------------------------------------------------------------------ | --------------- | --------- | -------- | ------------------- |
|                                                                                      | Симчук          | Голкіпери | Напненко | Арбітр: Максим Урда |
| Матвійчук (ВМ1) — 25:01 Благой (ВБ1) — 35:26 Шахрайчук (ВБ1) — 42:40 Ісаєнко — 56:13 | 1:0 2:0 3:0 4:0 |           |          | Арбітр: Максим Урда |
| 22 хв.                                                                               | Вилучення       | 36 хв.    |          | Арбітр: Максим Урда |
|                                                                                      |                 |           |          | Арбітр: Максим Урда |

| 26 березня 14:00 | «Сокіл» | 3:1 (0:1, 2:0, 1:0) | «Компаньйон-Нафтогаз» | ЛСК «Авангард», Київ Глядачів: 750 |

| Протокол                                             | Протокол        | Протокол      | Протокол | Протокол            |
| ---------------------------------------------------- | --------------- | ------------- | -------- | ------------------- |
|                                                      | Симчук          | Голкіпери     | Напненко | Арбітр: Андрій Кіча |
| Шахрайчук (ВБ2) — 20:37 Цируль — 29:34 Малов — 42:15 | 0:1 1:1 2:1 3:1 | 09:36 — Хміль |          | Арбітр: Андрій Кіча |
| 16 хв.                                               | Вилучення       | 22 хв.        |          | Арбітр: Андрій Кіча |
|                                                      |                 |               |          | Арбітр: Андрій Кіча |

### Матч за 3-тє місце
| 5 квітня 18:30 | ХК «Харків» | 6:3 (2:1, 2:0, 2:2) | «Компаньйон-Нафтогаз» | ТРЦ «Дафі», Харків Глядачів: 1000 |

| Протокол | Протокол                            | Протокол                                               | Протокол | Протокол     |
| --- | ----------------------------------- | ------------------------------------------------------ | -------- | ------------ |
| | Скрипник (Ткаченко - 44:40)         | Голкіпери                                              | Напненко | Арбітр: Урда |
| Столяренко — 4:59 Кобиков (ВБ1) — 15:02 Янченко (ВМ1) — 32:30 Вишневський — 33:35 Большаков — 51:01 Мігульов — 57:43 | 1:0 2:0 2:1 3:1 4:1 4:2 4:3 5:3 6:3 | 15:48 — Акімов (ВБ1) 40:29 — Алексюк 42:01 — Радецький |          | Арбітр: Урда |
| 20 хв. | Вилучення                           | 16 хв.                                                 |          | Арбітр: Урда |
| |                                     |                                                        |          | Арбітр: Урда |

| 8 квітня 18:30 | «Компаньйон-Нафтогаз» | 7:0 (3:0, 1:0, 3:0) | ХК «Харків» | ЛСК «Авангард», Київ Глядачів: 700 |

| Протокол | Протокол                    | Протокол  | Протокол                    | Протокол       |
| --- | --------------------------- | --------- | --------------------------- | -------------- |
| | Напненко                    | Голкіпери | Скрипник (Ткаченко - 44:13) | Арбітр: Севрук |
| Андрущенко — 08:06 Горулько (ВБ1) — 10:53 Дворецький (ВБ1) — 15:08 Черниш — 37:22 Радецький — 54:21 Синьков — 54:46 Синьков — 59:37 | 1:0 2:0 3:0 4:0 5:0 6:0 7:0 |           |                             | Арбітр: Севрук |
| 16 хв. | Вилучення                   | 22 хв.    |                             | Арбітр: Севрук |
| |                             |           |                             | Арбітр: Севрук |

| 9 квітня 14:00 | «Компаньйон-Нафтогаз» | 4:3 (От) (0:3, 1:0, 2:0; 1:0) | ХК «Харків» | ЛСК «Авангард», Київ Глядачів: 700 |

| Протокол                                                                    | Протокол                    | Протокол                                           | Протокол | Протокол                         |
| --------------------------------------------------------------------------- | --------------------------- | -------------------------------------------------- | -------- | -------------------------------- |
|                                                                             | Напненко                    | Голкіпери                                          | Ткаченко | Арбітр: Андрій Кіча Олег Лускань |
| Чумак (ВБ2) — 32:17 Муханов (ВБ1) — 47:05 Алексюк — 55:35 Радецький — 64:01 | 0:1 0:2 0:3 1:3 2:3 3:3 4:3 | 00:12 — Крикуненко 11:43 — Янченко 17:04 — Янченко |          | Арбітр: Андрій Кіча Олег Лускань |
| 16 хв.                                                                      | Вилучення                   | 22 хв.                                             |          | Арбітр: Андрій Кіча Олег Лускань |
| 36 (9+9+14+4)                                                               | Кидки                       | 34 (14+10+9+1)                                     |          | Арбітр: Андрій Кіча Олег Лускань |

### Фінал
| 5 квітня 18:30 | «Сокіл» | 0:1 (0:0, 0:0, 0:1) | «Донбас» | ТРЦ «Термінал», Бровари Глядачів: 700 |

| Протокол | Протокол          | Протокол           | Протокол            | Протокол                       |
| -------- | ----------------- | ------------------ | ------------------- | ------------------------------ |
|          | Симчук (до 59:27) | Голкіпери          | Степан Горячевських | Арбітри: Кравченко Глуховський |
|          | 0:1               | 48:04 — Шаманський |                     | Арбітри: Кравченко Глуховський |
| 16 хв.   | Вилучення         | 18 хв.             |                     | Арбітри: Кравченко Глуховський |
|          |                   |                    |                     | Арбітри: Кравченко Глуховський |

| 8 квітня 18:00 | «Донбас» | 3:2 (0:0, 1:1, 2:1) | «Сокіл» | ПС «Дружба», Донецьк Глядачів: 3476 |

| Протокол                                                       | Протокол            | Протокол                                | Протокол                               | Протокол                       |
| -------------------------------------------------------------- | ------------------- | --------------------------------------- | -------------------------------------- | ------------------------------ |
|                                                                | Степан Горячевських | Голкіпери                               | Симчук (крім 58:17-59:17; 59:23-60:00) | Арбітри: Кравченко Глуховський |
| Бабинець — 35:24 Климович (ВБ2) — 40:37 Борисенко (ПВ) — 59:17 | 0:1 1:1 2:1 3:1 3:2 | 26:10 — Малов (ВБ1) 59:45 — Малов (ВБ1) |                                        | Арбітри: Кравченко Глуховський |
| 36 хв.                                                         | Вилучення           | 22 хв.                                  |                                        | Арбітри: Кравченко Глуховський |
|                                                                |                     |                                         |                                        | Арбітри: Кравченко Глуховський |

## Нагороди

### Символічна збірна чемпіонату
- Воротар: Євген Напненко («Компаньон-Нафтогаз»)
- Захисники: Олександр Скороход, Олександр Муханов (обидва «Компаньон-Нафтогаз»)
- Нападники: Павло Борисенко, Євген Пастух, Дмитро Ісаєнко (всі «Донбас»)[5]

### Команда-переможець
| Чемпіон України Донбас Донецьк | Воротарі: Степан Горячевських, Олександр Харитонов, Андрій Безхлібний Захисники: Дмитро Толкунов, Микола Ладигін, Володимир Алексюк, Олексій Шагов, Сергій Марковський, Олександр Зеленко, Володимир Переверзєв, Олександр Кручинін, Євген Мацас, Олег Новиков Нападники: Олександр Бобкін, Сергій Климович, Євген Пастух, Роман Благой, Ільшат Ісхаков, Олександр Міхейонок, Сергій Бабинець, Антон Росляков, Єгор Смолін, Павло Борисенко, Ігор Шаманський, Дмитро Ісаєнко К, Олександр Пономар, Олексій Кровопусков Тренер: Олександр Куликов |